# Krambjörnarna
Krambjörnarna (engelska: Care Bears) är en serie figurer skapade 1981 av American Greetings som motiv för gratulationskort. De ritades ursprungligen av den amerikanska konstnären och barnillustratören Elena Kucharik. Figurerna utvecklades 1983 till fysiska nallebjörnar och senare även till en animerad TV-serie (1985–1988) samt tre långfilmer.
Krambjörnarna återupplivades 2002 med nya leksaker, och igen 2007 med en ny film, Care Bears: Oopsy Does It!.

## Krambjörnarna (Nelvana Care Bears Family) i Sverige
Serien visades första gången i Sverige på TV3 1988 - 1989, dubbad av Media Dubb AB. Översättningen gjordes av Gunnar Ernblad för Lasse Svensson. I början av 90-talet sände FilmNet Care Bears, men endast Nutcracker Suite -specialen, dubbad av Eurotroll. Serien gavs även ut på köpvideo under mitten av 1990-talet av Filmförlaget Atlantic AB. I mitten av 2000-talet dubbade man återigen Care Bears Family för fjärde och sista gången, denna gång sändes hela TV-serien på Kanal 5, producerad av KM Studio. Det är 2000-tals dubbningen som blivit mest känd och som även gavs ut på DVD 2004.

## Svenska röster

### Media Dubb[3]
- Ledmotivet sjungs av Nils Landgren.

- Kramnalle (Tenderheart Bear) - Staffan Hallerstam
- Birthday Bear - Gunnar Ernblad
- Grumpy Bear - Hans Jonsson
- Gentle Heart Lamb - Mia Benson
- Hjärtlös (No Heart) - Gunnar Ernblad
- Brave Heart (Lion) - Hans Jonsson
- Dr. Fright - Steve Kratz
- Beastly - Steve Kratz
- Share Bear - Maria Weisby
- Sure Sam (Sour Sam) - Gunnar Ernblad
- Kjellefanten - Gunnar Ernblad
- Gammelnalle (Grams Bear) - Maria Weisby
- Baby Tugs Bear - Mia Benson
- Baby Hugs Bear - Maria Weisby
- Playful Heart Monkey - Mia Benson

## Krambjörnarna (DiC)
Krambjörnarna (Care Bears) var en fransk-amerikansk serie som bara kallades för Krambjörnarna här i Sverige.

## Figurer i urval

### Krambjörnarna
- Ömhetsnalle (Tenderheart Bear) - En björn som hjälper andra att uttrycka sina känslor. Han är brun till färgen, och symbolen på hans mage är ett rött hjärta med rosa ytterlinje.
- Skojnalle (Funshine Bear) - En björn som älskar att leka och ha roligt. Han är gul till färgen, och symbolen på hans mage är en leende sol.
- Kärleksnalle (Love-a-Lot Bear) - En björn som vill hjälpa till att sprida kärlek. Hon är rosa till färgen, och symbolen på hennes mage är två hjärtan (det ena är rött med rosa ytterlinje och det andra är rosa med gul ytterlinje).
- Glädjenalle (Cheer Bear) - En björn som för det mesta är på glatt humör. Hon är rosa till färgen, och symbolen på hennes mage är en regnbåge.
- Önskenalle (Wish Bear) - En björn som vill hjälpa till att uppfylla önskningar. Hon är ljusblå till färgen, och symbolen på hennes mage är en fallande stjärna.
- Lyckonalle (Good Luck Bear) - En björn som vill ge lycka till andra. Han är grön till färgen, och symbolen på hans mage är en fyrklöver.
- Födelsedagsnalle (Birthday Bear) - En björn som älskar födelsedagar och fester. Han är guldgul till färgen, och symbolen på hans mage är en muffins med ett ljus.
- Vänskapsnalle (Friend Bear) - En björn som har målet att sprida vänskap till alla. Hon är ljusbrun till färgen, och symbolen på hennes mage är två gula blommor.
- Butternalle (Grumpy Bear) - En björn som nästan alltid är på dåligt humör. Han är blå till färgen, och symbolen på hans mage är ett regnmoln som droppar hjärtan.
- Godnattnalle (Bedtime Bear) - En björn som ständigt är trött. Han är aquablå till färgen, och symbolen på hans mage är en blå sovande halvmåne med en gul hängande stjärna.
- Ärlignalle (True Heart Bear) - En björn som i de tidigare serierna är grundaren för krambjörnarna. Hon är pastellgul till färgen och symbolen på hennes mage är en mångfärgad stjärna med ett rött hjärta i mitten. I de senare serierna framställs hon som en yngre version av sig själv utan någon särskild åtskillnad bland de andra. Hon är då pastellrosa till färgen.

### Krambjörnskusinerna
- Lejonhjärta Lejon (Brave Heart Lion) - Ett lejon som är den modigaste krambjörnskusinen. Han är orange till färgen, och symbolen på hans mage är ett rött hjärta med en kungakrona på höger sida.
- Idéhjärta Tvättbjörn (Bright Heart Raccoon) - En tvättbjörn som är den smartaste av krambjörnskusinerna. Han är lila till färgen, och symbolen på hans mage är en gul hjärtformad glödlampa.
- Tyngdhjärta Elefant (Lotsa Heart Elephant) - En elefant som är den starkaste av krambjörnskusinerna. Han är rosa till färgen, och symbolen på hans mage är en hjärtstämplad vikt.
- Blixthjärta Kanin (Swift Heart Rabbit) - En kanin som är den snabbaste av krambjörnskusinerna. Hon är himmelsblå till färgen, och symbolen på hennes mage är ett rött hjärta med vita vingar.
- Prydhjärta Katt (Proud Heart Cat) - En katt som tycker att alla ska göra det bästa i det de gör. Hon är orange till färgen, och symbolen på hennes mage är en rosa stjärna med ett rött hjärta i mitten.
- Trofasthjärta Hund (Loyal Heart Dog) - En hund som är mycket ärlig och lojal. Han är ljusblå till färgen, och symbolen på hans mage är en röd hjärtformad medalj.
- Fromhjärta Lamm (Gentle Heart Lamb) - Ett lamm som är den mildaste och försiktigaste av krambjörnskusinerna. Hon är turkos till färgen, och symbolen på hennes mage är en röd hjärtformad kudde.
- Gottehjärta Gris (Treat Heart Pig) - En gris som älskar godsaker. Hon är gul-orange till färgen, och symbolen på hennes mage är en glasstrut med rosa glass, med ett rött hjärta på toppen.
- Lekfullhjärta Apa (Playful Heart Monkey) - En apa som ofta sysslar med skämta som de andra krambjörnskusinerna inte uppskattar. Han är ljusbrun till färgen, och symbolen på hans mage är en hjärtformad ballong med en partyhatt.
- Gemythjärta Pingvin (Cozy Heart Penguin) - En pingvin som är den raraste av krambjörnskusinerna. Hon är lila till färgen, och symbolen på hennes mage är ett rött hjärta med en mössa.
- Ädelhjärta Häst (Noble Heart Horse) - En häst som är grundaren för krambjörnskusinerna. Han är ljuslila till färgen, och symbolen på hans mage är ett mångfärgat hjärta med en rosa stjärna i mitten.

### Skurkar
- Professor Kallhjärta (Professor Coldheart) - Huvudskurken i DIC:s animerade TV-serie, samt de två pilotavsnitten The Care Bears in the Land Without Feelings och The Care Bears and the Freeze Machine. En "galen vetenskapsman" med blå hud och vitt hår, vars mål är att stoppa krambjörnarnas spridning av omtanke.
- Hjärtlös (No Heart) - Huvudskurken i Nelvanas animerade TV-serie. En ond trollkarl, vars källa för hans magi är en magisk amulett som han bär kring sin hals. Hans huvudmål är att förgöra krambjörnarna och utrota all kärlek och omtanke som finns. Han bor i ett stort slott som omges av åskmoln.

### Fotnoter
1. ↑  Alyson Grala (1 juni 2004). ”Bear Market” (på engelska). License Global. http://www.licensemag.com/license-global/bear-market. Läst 12 februari 2017.[död länk]
2. ↑  ”Sök bland svenska dagstidningar”. tidningar.kb.se. https://tidningar.kb.se/?q=%22krambj%C3%B6rnarna%22&sort=asc. Läst 26 september 2021.
3. ↑  ”Krambjörnarna TV3 Care Bears Swedish Intro Media Dubb - Cartoon 80s Nelvana Theme”. https://www.youtube.com/watch?v=iP7N5vt6T64. Läst 26 september 2021.